# Mayville (North Dakota)
Mayville ist eine Kleinstadt (mit dem Status „City“) im Traill County im US-amerikanischen Bundesstaat North Dakota. Nach dem Zensus 2020 hatte Mayville 1854 Einwohner. Mayville ist eng verknüpft mit der Nachbarstadt Portland.

## Geografie
Mayville liegt im Osten North Dakotas am Goose River. Der Fluss fließt im Westen und Süden an der Stadt vorbei, die oberhalb der Flussböschung liegt. Rund 25 km östlich mündet dieser in den Red River of the North, der die Grenze zu Minnesota bildet. Das Stadtgebiet erstreckt sich über eine Fläche von 4,97 km².
Die Stadt liegt zwischen den Zentren Grand Forks (70,4 km nordnordöstlich) und Fargo (95,4 km südsüdöstlich). Benachbarte Orte von Mayville sind Portland (an der westlichen Stadtgrenze), Hatton (24,1 km nordwestlich), Buxton (29,1 km nordöstlich), Hillsboro (29,7 km südöstlich) und Clifford (23,1 km südsüdwestlich). Die nächstgelegenen größeren Städte sind Winnipeg in der kanadischen Provinz Manitoba (300 km nördlich), Duluth in Minnesota am Oberen See (462 km ostsüdöstlich), Minneapolis in Minnesota (472 km südöstlich), Sioux Falls in South Dakota (482 km südlich) und North Dakotas Hauptstadt Bismarck (337 km westsüdwestlich). Die Grenze zu Kanada befindet sich 186 km nördlich.

## Geschichte
Die ersten weiße Siedler ließen sich im Juni 1871 in der Gegend am Goose River nieder. 1876 beantragte die Familie Arnolds ein Postamt, dessen Name nach der ersten Tochter der Familie May war. May Arnolds war angeblich das erste weiße Kind in der Gegend. In der Nähe des Postamtes entwickelte sich eine Siedlung, die Mayville genannt wurde.
Die rivalisierenden Bahngesellschaften Northern Pacific Railway und St. Paul, Minneapolis, and Manitoba Railway erreichten Anfang der 1880er-Jahre den Goose River. Die Northern Pacific baute ihren Bahnhof im November 1881 bei Mayville, während die SPM&M ihren Bahnhof zwei Meilen weiter östlich Portland nannte. Das alte Dorf Mayville wurde an den Bahnhof verlegt, die Gemeinde gründete sich 1883 als Village.
1883 planten beide Gemeinden, auf halbem Weg eine neue Siedlung namens Traill Center zu gründen, die neuer County Seat werden sollte. Eine entsprechende Abstimmung wurde zwar gewonnen, aber wegen massiven Wahlbetrugs für nichtig erklärt. Trotzdem bildeten Mayville und Portland seitdem einen gemeinsamen Schulbezirk.
Seit 1888 ist Mayville eine City, ein Jahr später wurde die Universität im Ort als Mayville Normal School gegründet.
1894 kaufte die Gemeinde das Land für den Stadtpark Island Park, im Jahr 1900 errichtete man einen Wasserturm und ein kleines Kraftwerk.

## Verkehr
Rund 15 km östlich von Mayville verläuft in Nord-Süd-Richtung die Interstate 29, die die kürzeste Verbindung von Winnipeg nach Kansas City (Missouri) in Missouri bildet. Im Stadtgebiet treffen dis North Dakota Highways 18 und 200 zusammen. Alle weiteren Straßen innerhalb des Stadtgebiets sind untergeordnete Landstraßen, teils unbefestigte Fahrwege sowie innerörtliche Verbindungsstraßen.
In Mayville befindet sich der südöstliche Endpunkt einer Nebenstrecke der BNSF Railway.
Mit dem Mayville Municipal Airport befindet sich 2,8 km südlich ein kleiner Flugplatz. Die nächstgelegenen Regionalflughäfen sind der Hector International Airport in Fargo (91,1 km südsüdöstlich) und der Grand Forks International Airport (61,6 km nordnordöstlich).

## Bildung
Mayville ist Sitz der Mayville State University. Diese ist Bestandteil des North Dakota University System und hat am Campus von Mayville 1168 immatrikulierte Studenten (Stand 2020).

## Demografische Daten
Nach der Volkszählung im Jahr 2010 lebten in Mayville 1858 Menschen in 773 Haushalten. Die Bevölkerungsdichte betrug 373,8 Einwohner pro Quadratkilometer. In den 773 Haushalten lebten statistisch je 2,03 Personen.
Ethnisch betrachtet setzte sich die Bevölkerung zusammen aus 94,2 Prozent Weißen, 1,8 Prozent Afroamerikanern, 0,6 Prozent amerikanischen Ureinwohnern, 0,2 Prozent Asiaten, 0,1 Prozent Polynesiern sowie 0,9 Prozent aus anderen ethnischen Gruppen; 2,2 Prozent stammten von zwei oder mehr Ethnien ab. Unabhängig von der ethnischen Zugehörigkeit waren 2,0 Prozent der Bevölkerung spanischer oder lateinamerikanischer Abstammung.
15,3 Prozent der Bevölkerung waren unter 18 Jahre alt, 62,3 Prozent waren zwischen 18 und 64 und 22,4 Prozent waren 65 Jahre oder älter. 51,2 Prozent der Bevölkerung war weiblich.

Das mittlere jährliche Einkommen eines Haushalts lag bei 40.298 USD. Das Pro-Kopf-Einkommen betrug 23.564 USD. 13,9 Prozent der Einwohner lebten unterhalb der Armutsgrenze.

## Bekannte Bewohner
- Norman Brunsdale (1891–1978) – 24. Gouverneur von North Dakota (1951–1957)[11] und US-Senator (1959–1960)[12] – lebte in Mayville und ist hier beigesetzt[13]
- Usher L. Burdick (1879–1960) – achter Vizegouverneur von North Dakota (1911–1912) und Abgeordneter des US-Repräsentantenhauses (1935–1945 und 1949–1959)[14] – wuchs in Mayville auf
- Lute Olson (1934–2020) – Basketballtrainer[15] – geboren in Mayville